# Enrique IV de Bar
Enrique IV de Bar (en torno a 1315-1344) fue conde de Bar desde 1336 hasta 1344. Era sobrino de Juana de Bar, condesa de Surrey, que gobernó Bar en su nombre durante su minoría. Era hijo de Eduardo I de Bar y María de Borgoña.Contrajo matrimonio con Yolande de Dampierre (fallecida en 1395), nieta de Roberto III, conde de Flandes .
Enrique y Yolande tuvieron dos hijos:
- Eduardo II de Bar, pasó a ser conde a la muerte de su padre [2]
- Roberto I de Bar, se hizo conde a la muerte de su hermano [2]